# Illiers-l'Évêque
Illiers-l'Évêque è un comune francese di 1 013 abitanti situato nel dipartimento dell'Eure nella regione della Normandia.

## Società

### Evoluzione demografica
Abitanti censiti